# Maggie Castle
Pour les articles homonymes, voir Castle.
Maggie Castle est une actrice canadienne née le 7 août 1983.

## Biographie

### Carrière
Elle est connue pour avoir jouée le rôle de Sara Olsen dans Starstruck : Rencontre avec une star

## Filmographie
| Année | Titre                          | Rôle                           |
| ----- | ------------------------------ | ------------------------------ |
| 2010  | Flying Lessons                 | Shelly                         |
| 2010  | Starstruck                     | Sara Olson                     |
| 2009  | Hors du Temps                  | Alicia Abshire                 |
| 2008  | Hank and Mike                  | Lena                           |
| 2007  | I'm Not There                  |                                |
| 2007  | The Mad                        | Amy Hunter                     |
| 2007  | Dead Mary                      | Lily                           |
| 2007  | Weirdsville                    | Treena                         |
| 2006  | Arthur                         | Molly (14 épisodes, 1997–2006) |
| 2006  | The Woods                      | Tracy                          |
| 2006  | The House                      | Cindy                          |
| 2006  | Between Truth and Lies         | Emily Parker                   |
| 2006  | Flirting with Danger           | Jane Heaton                    |
| 2005  | Beach Girls                    | jeune Stevie                   |
| 2005  | The Perfect Man                | Wichita Girl                   |
| 2004  | The Grid                       | Cathy                          |
| 2003  | Starhunter (en)                | Taryn Orford                   |
| 2003  | Fast Food High                 | Maya                           |
| 2002  | Edgar & Jane                   | Jane                           |
| 2001  | Vampire High                   | Samantha                       |
| 2000  | Jackie Bouvier Kennedy Onassis | Caroline Kennedy               |
| 1997  | Le Chacal                      | Maggie                         |
| 1996  | Chair de poule (Goosebumps)    | Amy Kramer (1 épisode)         |